# Philles Records
Philles Records war ein US-amerikanisches Musiklabel, das zwischen 1961 und 1967 Singles und Langspielplatten im Bereich der Popmusik veröffentlichte.

## Geschichte
Die Schallplattenfirma Philles Records wurde im Sommer 1961 von den Musikproduzenten Phil Spector und Lester Sill in Hollywood gegründet. Den Firmennamen leiteten sie von ihren Vornamen ab. Im September 1962 kaufte Spector seinem Partner die Firmenanteile ab und wurden alleiniger Inhaber. Bei den meisten Schallplatten trat Spector auch als Produzent auf.
Bei Philles wurden etwa 40 Singles und zwölf Langspielplatten produziert, die in der Mehrzahl auch Verkaufserfolge wurden. Allein neun Single-Titel kamen unter die ersten zehn der Hot 100 des US-Musikmagazins Billbord, darunter die Nummer-eins-Hits He’s a Rebel mit den Crystals und You’ve Lost That Lovin’ Feelin’ mit den Righteous Brothers. Insgesamt notierte Billboard 28 Philles-Titel in den Hot 100, in die Billboard-LP-Charts kamen fünf Philles-Langspielplatten.
Die meisten Erfolge erzielte Philles mit Gesangsgruppen. Den Anfang machte die Girlgroup The Crystals, die bei Philles ihre Karriere startete. Neben ihrem Nummer-eins-Hits He's a Rebel kamen sie noch mit sieben weiteren Titeln in die Hot 100. Zu den Crystals gehörte auch Darlene Love, mit der Phil Spector auch mehrere Soloplatten produzierte. Drei ihrer Solotitel schafften es ebenfalls in die Hot 100. Vierter Titel in der Chronologie der Hot-100-Erfolge war der Song Zip-a-Dee-Doo-Dah der Gruppe Bob B. Soxx & the Blue Jeans, die wie Cristals ebenfalls von Phil Spector ins Leben gerufen worden war. Auch sie konnte sich mit zwei weiteren Titeln in den Charts platzieren. 1963 gelang es Spector, die Girlgroup The Ronettes zu engagieren, die zuvor bei den Labels Colpix und May unter Vertrag gestanden hatte. Dort waren sie bisher erfolglos gewesen, mit ihrem ersten von Spector produzierten Song Be My Baby landeten sie aber sofort auf Rang zwei der Hot 100. Nachdem die Crystals 1964 zu United Artists abgewandert waren, übernahmen die Ronettes deren Erfolgsspur und hatten bis 1966 sieben weitere Hot-100-Hits. Im Herbst 1964 kam es zwischen den Plattenfirmen Philles und Moonglow zu einer vertraglichen Regelung, mit der sich beide Labels die Rechte an dem Gesangsduo The Righteous Brothers teilten. Die erste Philles-Single mit den Righteous Brothers erschien im November 1964 und brachte mit dem Titel You've Lost That Lovin’ Feelin’ den zweiten Nummer-eins-Erfolg ein. Bevor sie sich im Frühling 1966 von Philles trennten, steuerten sie noch drei weitere Hot-100-Titel zur Philles-Erfolgsbilanz hinzu. Als Ersatz heuerte Phil Spector das bisher im Rhythm-and-Blues-Bereich erfolgreiche Duo Ike & Tina Turner an. Doch bis auf ihren Debüt-Titel River Deep – Mountain High, der Platz 88 in den Hot 100 erreichte, trogen die Hoffnungen, denn die nachfolgenden drei Singles erreichten die Charts nicht mehr.
Da bis auf den Titel Ebb Tide von den Righteous Brothers (Platz 5) alle 1966 und 1967 veröffentlichten Singles floppten, stellte Phil Spector nach der erfolglosen Single A Love Like Yours / I Idolize You mit Ike & Tina Turner, die im Juni 1967 erschien, den Betrieb des Labels Philles Records ein.

## Interpreten
|                              | Singles | LP’s |
| ---------------------------- | ------- | ---- |
| Lenny Bruce                  |         | 1    |
| Steve Douglas                | 1       |      |
| Ali Hassan                   | 1       |      |
| Darlene Love                 | 7       |      |
| Joel Scott                   | 1       |      |
| Bob B. Soxx & the Blue Jeans | 3       | 1    |
| Ike & Tina Turner            | 4       | 1    |
| The Alley Cats               | 1       |      |
| The Crystals                 | 11      | 3    |
| The Righteous Brothers       | 5       | 3    |
| The Ronettes                 | 8       | 1    |

## Singles in den Billboard Hot 100
| veröffentl. | Titel                                  | Interpreten                  | Platz |
| ----------- | -------------------------------------- | ---------------------------- | ----- |
| 09/1961     | There's No Other                       | The Crystals                 | 20.   |
| 02/1962     | Uptown                                 | The Crystals                 | 13.   |
| 08/1962     | He's a Rebel                           | The Crystals                 | 01.   |
| 09/1962     | Zip-a-Dee-Doo-Dah                      | Bob B. Soxx & the Blue Jeans | 08.   |
| 11/1962     | Puddin' N' Tain                        | The Alley Cats               | 43.   |
| 12/1962     | He's Sure the Boy I Love               | The Crystals                 | 11.   |
| 01/1963     | Why Do Lovers Break Each Others Hearts | Bob B. Soxx & the Blue Jeans | 38.   |
| 03/1963     | The Boy I'm Gonna Marry                | Darlene Love                 | 39.   |
| 04/1963     | Da Doo Ron Ron                         | The Crystals                 | 03.   |
| 05/1963     | Not Too Young to Get Married           | Bob B. Soxx & the Blue Jeans | 63.   |
| 06/1963     | Wait Til My Bobby Gets Home            | Darlene Love                 | 26.   |
| 08/1963     | Then He Kissed Me                      | The Crystals                 | 06.   |
| 08/1963     | Be My Baby                             | The Ronettes                 | 02.   |
| 09/1963     | A Fine Fine Boy                        | Darlene Love                 | 53.   |
| 12/1963     | Baby, I Love You                       | The Ronettes                 | 24.   |
| 01/1964     | Little Boy                             | The Crystals                 | 92.   |
| 03/1964     | The Best Part of Breakin' Up           | The Ronettes                 | 39.   |
| 06/1964     | Do I Love You?                         | The Ronettes                 | 34.   |
| 07/1964     | All Grown Up                           | The Crystals                 | 98.   |
| 10/1964     | Walking in the Rain                    | The Ronettes                 | 23.   |
| 11/1964     | You've Lost That Lovin' Feelin'        | The Righteous Brothers       | 01.   |
| 01/1965     | Born to Be Together                    | The Ronettes                 | 52.   |
| 04/1965     | Just Once in My Life                   | The Righteous Brothers       | 09.   |
| 05/1965     | Is This What I Get for Loving You?     | The Ronettes                 | 75.   |
| 06/1965     | Unchained Melody                       | The Righteous Brothers       | 04.   |
| 11/1965     | Ebb Tide                               | The Righteous Brothers       | 05.   |
| 05/1966     | River Deep - Mountain High             | Ike & Tina Turner            | 88.   |
| 10/1966     | I Can Hear Music                       | The Ronettes                 | 100.  |

## Langspielplatten in den Billboard LP-Charts
| veröffentl. | Titel                           | Interpreten            | Platz |
| ----------- | ------------------------------- | ---------------------- | ----- |
| 03/1963     | He's a Rebel                    | The Crystals           | 131.  |
| 12/1964     | Veronica                        | The Ronettes           | 96.   |
| 01/1965     | You've Lost That Lovin' Feelin' | The Righteous Brothers | 04.   |
| 05/1965     | Just Once in My Life            | The Righteous Brothers | 09.   |
| 12/1965     | Back to Back                    | The Righteous Brothers | 16.   |